# カナオ・イノウエ
カナオ・イノウエ（Kanao Inouye、日本名：井上 加奈雄、1914年 - 1947年8月27日）は、第二次世界大戦後に大逆罪で裁かれた日系カナダ人である。
彼は大日本帝国陸軍および同陸軍憲兵隊のもとで通訳や収容所看守として勤務し、「カムループス・キッド」（Kamloops Kid）あるいは「スラップハッピー」（Slap Happy）と通称されていた。
京王電気軌道（現・京王電鉄）の創業者である井上篤太郎の孫、京王帝都電鉄第4代社長の井上正忠の従弟にあたる。

## カナダにて
1914年、ブリティッシュコロンビア州カムループスにて、移民の両親のもと、日系二世カナダ人として生を受ける。
父タダシ・トウ・イノウエ（Tadashi "Tow" Inouye）こと井上譡（いのうえ とう, 1882年 - 1926年）は、京王電気軌道社長で貴族院議員も務めた井上篤太郎の次男（墓石には三男とある）である。16歳で移民した譡は1916年より第一次世界大戦にカナダ軍人として従軍し、その際の戦功により復員後にカナダ市民権と土地を得る。妻は新潟出身で、長男であるカナオのほか娘3人がいた。当時の記録によれば、譡はカナダ軍人としてミリタリー・メダルを受章している。「カナオ」（加奈雄）という名は父の出身地である「神奈川」、そしてイノウエ家が暮らしていた「カナダ」（加奈陀）に因んだ命名であった。
カナダではバンクーバー実業学校を卒業している。1度目の裁判ではカナダでの青少年期は幸せだったと述べているが、一方で収容所勤務時や2度目の裁判においてはこの時期に差別や虐待を受けたとも述べている。
1926年、日本に帰国していた譡が病に倒れ、9月10日に駿河台病院にて死去する。1936年、家族の行く末を心配した祖父篤太郎がカナオを日本に呼び寄せた。しばらくは早稲田国際学院に出席していたが、片言の日本語しか話せなかったためにやがて退学し、愛甲農蚕学校に入学した。当時アジアとアメリカの貿易が急成長を続けていたため、篤太郎らは英語と日本語をどちらも話すカナオがビジネス上重要な役割を果たすことを期待していた。しかし、カナダと日本の文化の違いが障害となっていた上、二世として色眼鏡で見られたり、世間話も難しかったため、カナオ自身はカナダに戻ることを望んでいたという。

## 戦時の活動
1942年、イノウエは日本陸軍に通訳として徴用され、香港の深水埗収容所に配属される。ここには香港の戦いにて捕えられたカナダ人捕虜らが収容されていた。ある捕虜は当時のイノウエの様子について、「仲間たちより大きく、非常にハンサムで、晴れやかで、とんでもなく下劣」と回想している。収容所勤務中、イノウエは常軌を逸した残虐性によってその名を知られることとなる。捕虜からは「カムループス・キッド」（Kamloops Kid）あるいは「スラップハッピー」（Slap Happy）の異名で恐れられた。
彼はカナダ人捕虜に対して攻撃的かつ下品な口調で命令し、手当たり次第に捕虜を殴打することもあった。本人の主張によれば、こうした態度は彼がカナダで受けた差別に対する報復であったという。この時期には捕虜に対し彼は自らの幼少期について次のように語っていたという。
「おれがカナダにいた時、ありとあらゆる虐待を受けたよ。連中はおれを"チビの黄色いろくでなし"と呼びやがった」（“When I was in Canada I took all kinds of abuse. ... They called me a "little yellow bastard."）

「それで、その"優位性"とやらは今どこにあるんだ、薄汚いクズ野郎が」（"Now where is your so-called superiority, you dirty scum?”）
1943年9月にはシンガポールに移り、まもなくして除隊する。1944年3月には日本に移り、親族が経営する輸出入業者で働いた。同年初頭のうちに香港に戻り、現地に駐留する憲兵隊の通訳として再度徴用された。裁判における証言によれば、当時のイノウエはスパイや反逆者の疑いがある者への拷問に熱心だったという。また、元捕虜らの証言によれば、イノウエは少なくとも8人のカナダ人捕虜に対する拷問および彼らの死について責任があるとされた。

## 処刑
1945年8月の日本の降伏後、イノウエは解放された元捕虜らによって九龍にて発見され、まもなく逮捕された。彼には1942年にカナダ人将校2名を殴打した容疑、1944年に憲兵隊のもとで複数の捕虜を虐待・殺害した容疑について有罪判決を受け、死刑を宣告された。しかし、イノウエの弁護人は控訴を行い、この軍法会議自体の有効性に疑問を呈した。すなわち、イノウエがカナダ市民であることを指摘し、戦争犯罪に関してであっても敵国の兵士として裁くことができないと主張したのである。1946年11月19日にはこの主張が認められ、有罪判決は覆された。しかし、1946年12月には大逆罪について改めて起訴を受けることとなった。
1947年4月の裁判で、イノウエは自分が単に務めを果たした兵士に過ぎないと主張し、カナダで差別を受けたことと、それにより国を離れることが嬉しかったこと、カナダ人を恨んでいたことなどを述べた。憲兵隊での任務についても誇りを持っていたとしている。また、証言の途中で背筋を伸ばし、「私の身体は天皇陛下のものだ。天皇陛下万歳！」と叫んだという。弁護人はイノウエが戦前の時点で明らかに王室への忠誠を放棄していたため、以後の行いを大逆罪として裁くことは不可能だと主張した。しかし、1度目の裁判でイノウエがカナダ人として宣誓を行っていたこと、法律上の国籍放棄を一度も行っていなかった点などが指摘され、この主張は退けられた。
結局、この裁判において再度有罪および死刑が言い渡された。同年8月27日、香港のスタンレー監獄にて絞首刑に処された。最後の言葉は「バンザイ！」だった。

## その後
イノウエの遺骨は遺族に返されなかったと言われているが、厚木市にある父の墓石には彼の名も残されている。
イノウエは第二次世界大戦中に利敵行為を行った数少ない日系カナダ人の1人だった。歴史上、戦争犯罪で裁かれたカナダ人はイノウエを含めて2名のみである（もう1人は2010年に裁かれたオマール・ハドゥル）。